# Tenge
El tenge (en kazakh теңге i en rus тенге) és la moneda del Kazakhstan. El codi ISO 4217 és KZT. Se subdivideix en 100 tin (тиын), fracció que actualment no s'utilitza.
El nom de la moneda està relacionat amb la paraula russa деньги (transcrit dengi), que prové del turc. La paraula tenge significa balança en kazakh i altres llengües turqueses i va arribar del xinès (tengse) a través del mongol (tenkh(e)). Es podria dir que el nom és similar, quant a significat, al de monedes com la lliura, la lira o el peso.
Es va introduir el 15 de novembre del 1993 en substitució del ruble soviètic, a raó de 500 rubles per tenge. És emès pel Banc Nacional del Kazakhstan (Қазақстан Ұлттық Банкі, Qazaqstan Ûlttyq Banki).

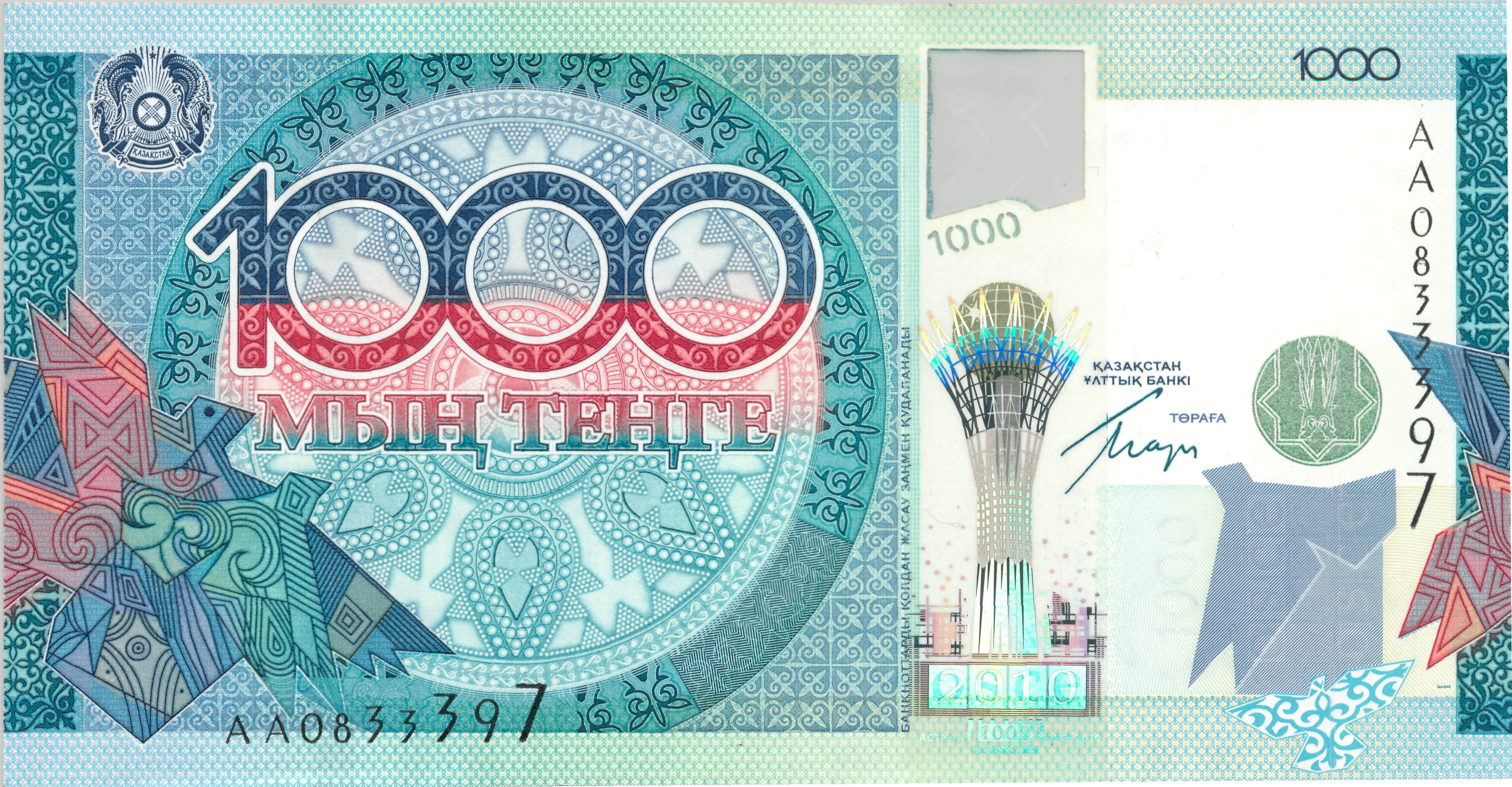
Bitllet de 1.000 tenge del 2010

Símbol del tenge

Des del 20 de març del 2007 té un nou símbol gràfic, consistent en una T majúscula amb una ratlla al damunt, que té el codi d'Unicode U+20B8.
Hi ha monedes d'1, 2, 5, 10, 20, 50 i 100 tenge, i bitllets de 200, 500, 1.000, 2.000, 5.000 i 10.000 tenge.

## Taxes de canvi
- 1 EUR = 433,188 KZT[1]
- 1 KZT = 0,00230656 EUR
- 1 USD = 383,179 KZT[2]
- 1 KZT = 0,00260809 USD
- 1 RUB = 5,92388 KZT[3]
- 1 KZT = 0,168808 RUB

- Dades actualitzades el dilluns 10 de juny de 2019.